# Olycksutredningscentralen
Olycksutredningscentralen, på finska Onnettomuustutkintakeskus (OTK), är den myndighet som undersöker olyckor i Finland. Den undersöker alla storolyckor samt flyg-, sjö- och tågolyckor och olyckstillbud som uppenbart kunnat leda till en sådan olycka, dock militära luftfartsolyckor endast i särskilda fall. Undersökningen sköts vid sidan av eventuell brotts- eller dödsorsaksutredning och genomförs för att förbättra den allmänna säkerheten och förebygga olyckor.
Centralen verkar vid justitieministeriet, med högkvarter i Helsingfors.
Undersökningskommission har rätt att säkra förutsättningarna för undersökningen, få handräckning för förhör och undersökningar och få tillgång till också hemliga dokument.
För varje utredning görs en rapport med rekommendationer till åtgärder som behövs för att säkerheten skall kunna ökas. För storolyckor ges rapporten till statsrådet, för andra olyckor till berörda myndigheter och till dem som saken gäller. Rapporterna publiceras också på centralens webbplats.
För luftfartsolyckor gäller också internationell konvention angående civil luftfart och EU-direktiv om grundläggande principer för utredning av flyghaverier och tillbud inom civil luftfart.
Olyckor som inträffar inom småbåtstrafiken undersöks endast om det av särskilda skäl är motiverat att verkställa en undersökning för att öka säkerheten eller för att förebygga nya olyckor.

## Referenser

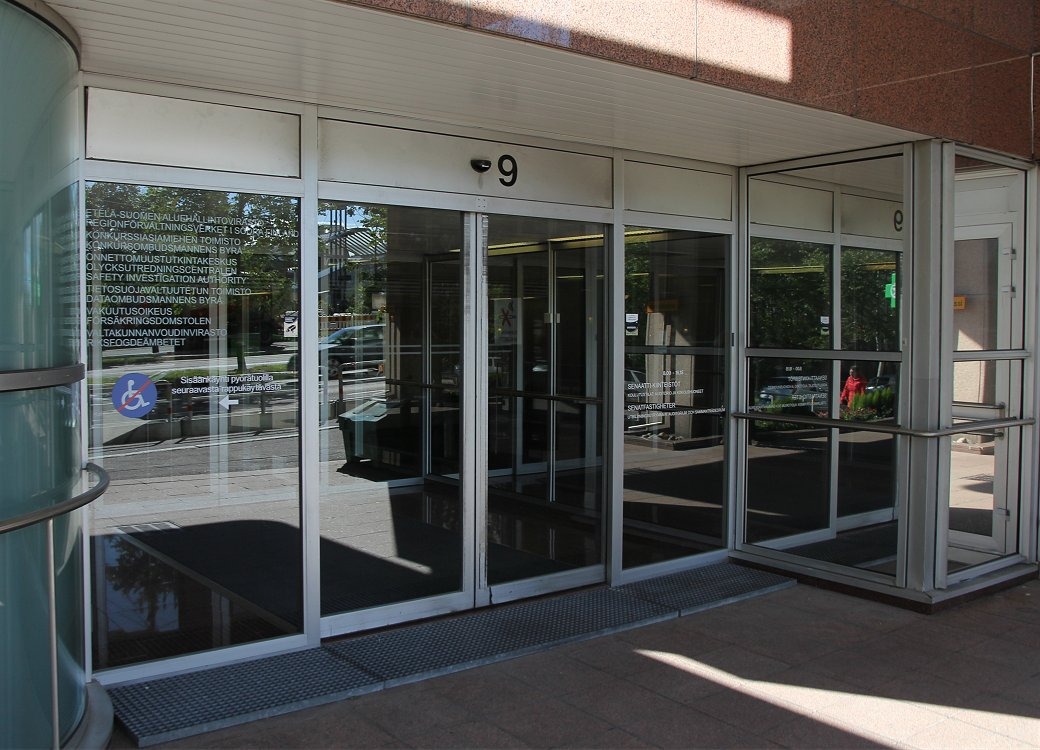
Huvudkontor